# Real Estelí Fútbol Club (féminines)
La section féminine du Real Estelí Fútbol Club est un club féminin de football nicaraguayen basé à Estelí.

## Histoire
Le Real Estelí remporte son premier titre lors du tournoi d'ouverture 2020-2021, en battant le champion en titre, l'UNAN. Le club confirme en remportant le tournoi de clôture.
En 2024-2025, le club remporte les tournois d'ouverture et de clôture du championnat. Lors du tournoi de l'UNCAF 2025, Estelí domine sa poule et se qualifie pour la finale face aux Costariciennes de la LD Alajuelense, sacrées en 2022 et 2023. Le club arrache le match nul mais perd aux tirs au but (1-1, 2-4).

## Palmarès
Championnat du Nicaragua (4) :
- Champion en 2020-2021 (ouverture et clôture) et en 2024-2025 (ouverture et clôture)

Tournoi de l'UNCAF (0) :
- Finaliste en 2025